# La Chapelle-de-Mardore
La Chapelle-de-Mardore (prononcé [lɑ-ʃapɛl-də-mɑʀdɔR] ) est une ancienne commune française, située dans le département du Rhône en région Rhône-Alpes. Elle est partie intégrante de la commune de Thizy-les-Bourgs depuis le 1er janvier 2013. Les habitants sont les Chapelards et Chapelardes.

## Géographie

### Situation
La Chapelle-de-Mardore est un village situé dans le Beaujolais vert, ou Haut Beaujolais, qui est une basse partie du Massif central. Son territoire s'étend sur 5,79 km2 et son altitude varie de 498 à 745 m.

### Hydrographie
Le territoire est traversé du nord au sud par la Drioule, qui se jette dans le Reins sur le territoire de la commune de Saint-Jean-la-Bussière, en aval du lac des Sapins.

### Communes limitrophes

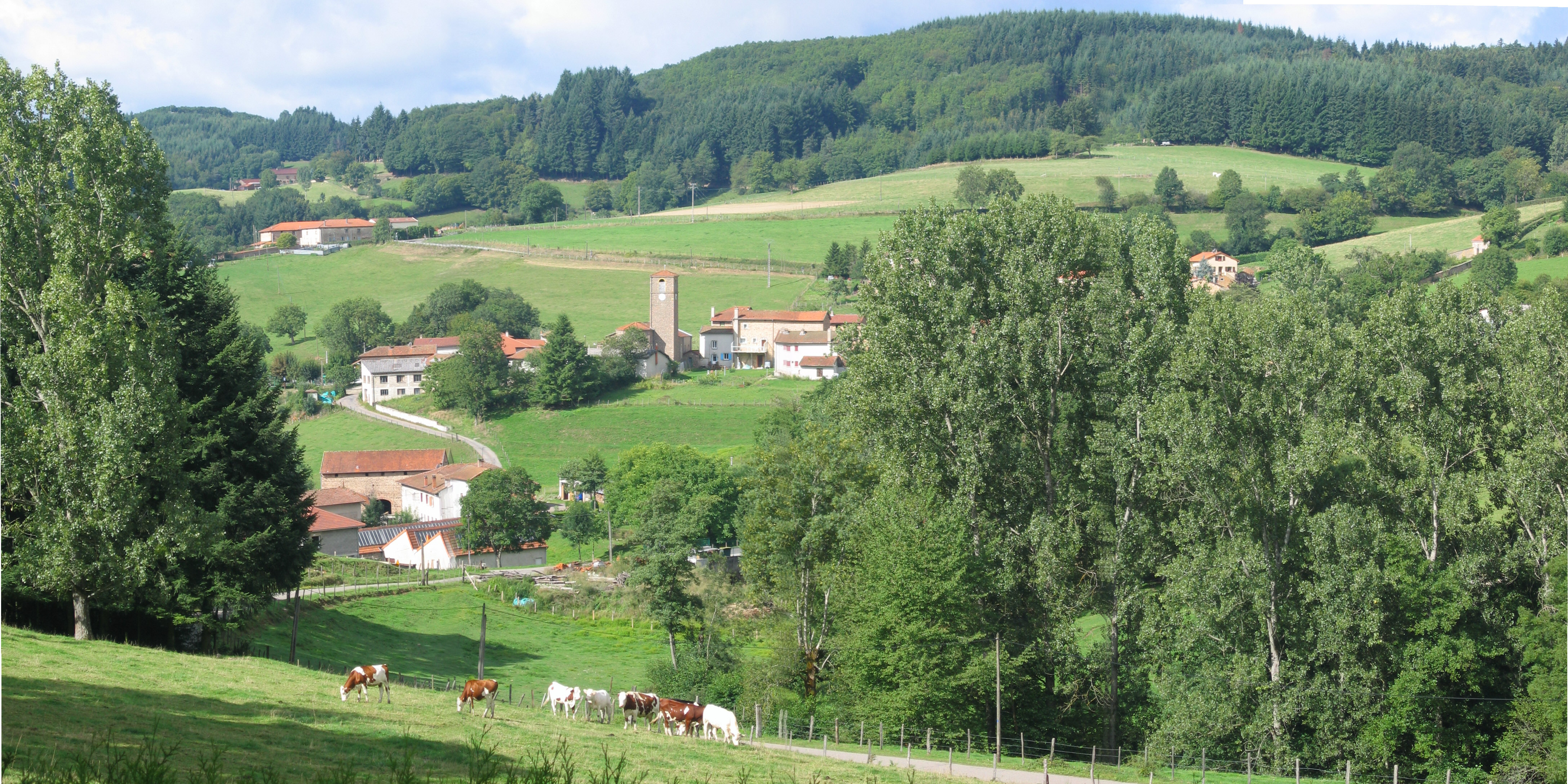
Vue générale au primptemps

### Lieux-dits
La commune de La Chapelle-de-Mardore comprend de nombreux lieux-dits, dont certains sont partagés avec d'autres communes.
La Villette comporte un vieux pont en pierre passant au-dessus de la Drioule.
Depuis la Faille, qui surplombe la commune, s'étend la vue sur l'église et son clocher.
Parmi les autres lieux-dits, on peut citer Le Sud, Chez Chapelle, Le Martoret, Vers la Mont, La Montagne, Les Roches, La Collonge, La Croix Saint-Jean, Servageon, La Plaine, La Place ou encore La Parelle.

## Histoire

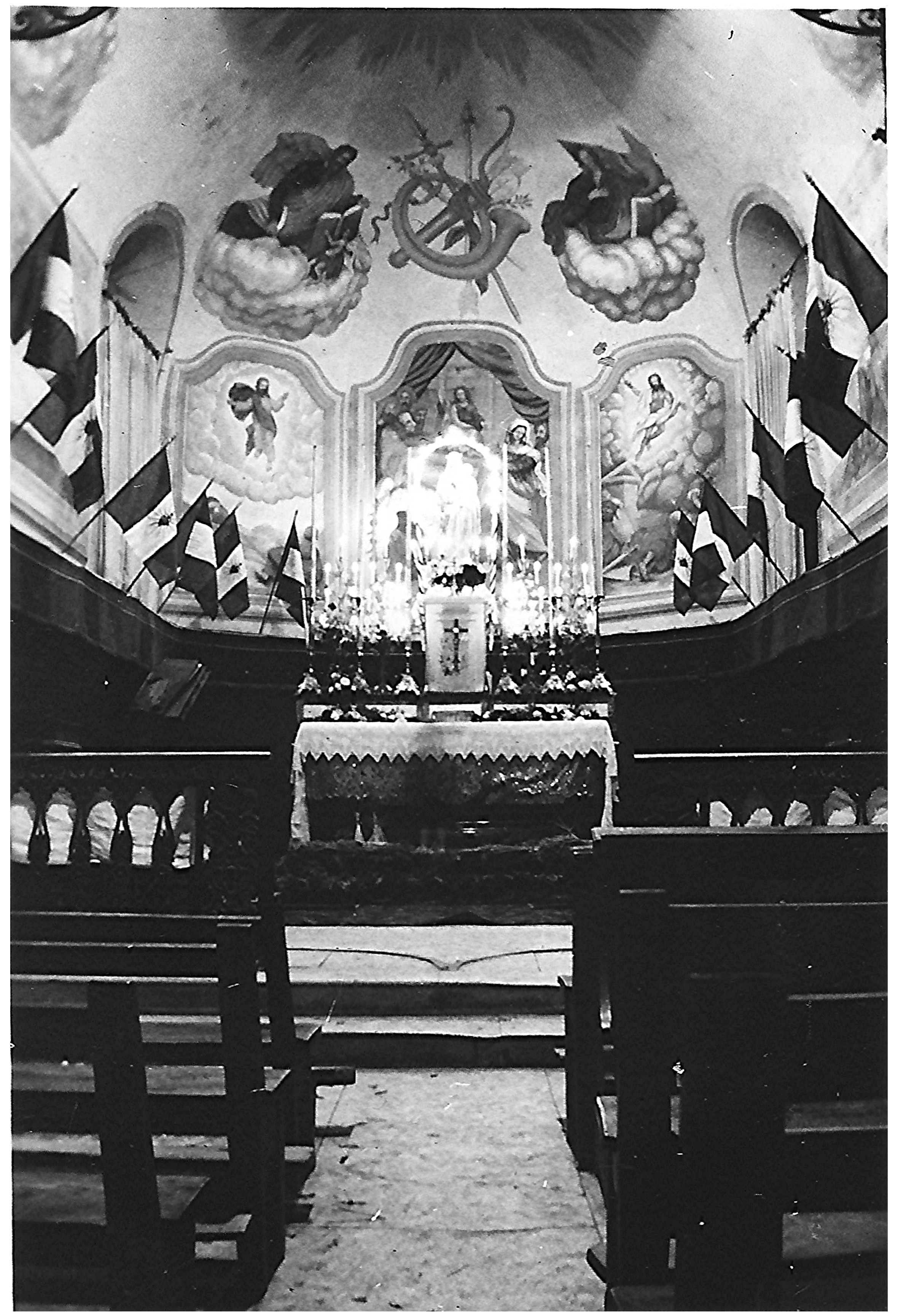
Le chœur de l'église orné de drapeaux tricolores.

Aucune trace d'occupation n'est attestée pendant la période romaine, tant au niveau archéologique que bibliographique.
La Chapelle-de-Mardore et Mardore ne forment qu'une seule localité jusque vers l'an 1100, quand une première chapelle voit le jour. Bien que devenue une commune à la Révolution, La Chapelle-de-Mardore demeure une simple annexe de la paroisse de Mardore jusqu'en 1803. La croissance de la population exige l'agrandissement de l'église en 1832, qui, devenue trop petite, est élargie de nouveau en 1849 par deux nefs latérales. Seuls le clocher, le mur portant l'œil de bœuf et la porte d'entrée sont conservés.
Le 1er janvier 2013, La Chapelle-de-Mardore est intégrée dans la commune nouvelle de Thizy-les-Bourgs, dont elle est depuis une commune déléguée
.

## Administration
| Période | Période  | Identité      | Étiquette | Qualité          |
| ------- | -------- | ------------- | --------- | ---------------- |
| 2013    | En cours | Cédric Chalon |           | agriculteur      |
| 2013    | 2013     | Éric Malatray | MoDem     | agent immobilier |

## Population et société

### Démographie
L'évolution du nombre d'habitants est connue à travers les recensements de la population effectués dans la commune depuis 1793. À partir du 1er janvier 2009, les populations légales des communes sont publiées annuellement dans le cadre d'un recensement qui repose désormais sur une collecte d'information annuelle, concernant successivement tous les territoires communaux au cours d'une période de cinq ans. 
Pour les communes de moins de 10 000 habitants, une enquête de recensement portant sur toute la population est réalisée tous les cinq ans, les populations légales des années intermédiaires étant quant à elles estimées par interpolation ou extrapolation. Pour la commune, le premier recensement exhaustif entrant dans le cadre du nouveau dispositif a été réalisé en ,.
En 2008, la commune comptait 207 habitants.
| 1821 | 1831 | 1836 | 1841 | 1846 | 1851 | 1856 | 1861 | 1866 |
| ---- | ---- | ---- | ---- | ---- | ---- | ---- | ---- | ---- |
| 545  | 597  | 665  | 667  | 713  | 682  | 684  | 641  | 640  |

| 1872 | 1876 | 1881 | 1886 | 1891 | 1896 | 1901 | 1906 | 1911 |
| ---- | ---- | ---- | ---- | ---- | ---- | ---- | ---- | ---- |
| 606  | 570  | 578  | 557  | 538  | 533  | 520  | 492  | 418  |

| 1921 | 1926 | 1931 | 1936 | 1946 | 1954 | 1962 | 1968 | 1975 |
| ---- | ---- | ---- | ---- | ---- | ---- | ---- | ---- | ---- |
| 337  | 312  | 286  | 304  | 256  | 214  | 216  | 206  | 181  |

| 1982 | 1990 | 1999 | 2006 | 2008 | - | - | - | - |
| ---- | ---- | ---- | ---- | ---- | - | - | - | - |
| 172  | 187  | 157  | 196  | 207  | - | - | - | - |

### Enseignement
- L'école communale est composée de deux classes : une allant de la maternelle au CP et l'autre allant du CE1 au CM2.
- L'école est composée de deux classes, soit 32 élèves.

Le personnel de l'école est constitué de deux institutrices, un instituteur, avec un agent territorial spécialisé éducation maternelle (ATSEM) et un emploi vie scolaire.
L'école a fermé les élèves sont désormais sur Mardore.

### Manifestations culturelles et festivités
- En février, le village fête saint Blaise qui est le saint patron de la paroisse.
- Le dernier samedi de juin, un bûcher dit de la Saint-Jean d'une quinzaine de mètres est enflammé la nuit venue.
- Le 15 août, en l'honneur de la Vierge Marie, le village se déplace sur le site de la Madone des pins dorés, à l'occasion d'une messe célébrée en plein air. La convivialité est de mise lors du repas champêtre qui a lieu sur le site et du concours de pétanque qui suit.

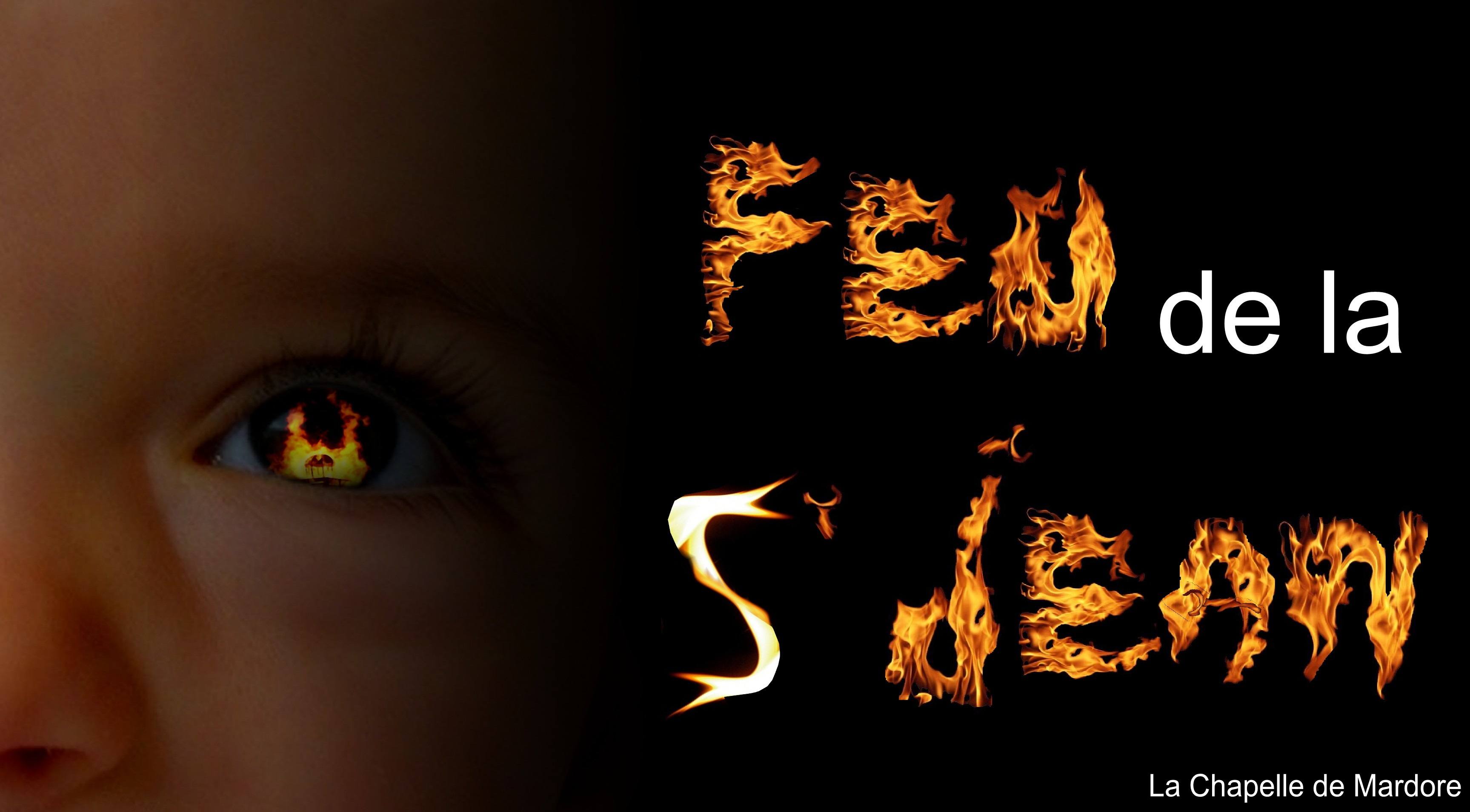
Les feux de la Saint-Jean à la Chapelle-de-Mardore.
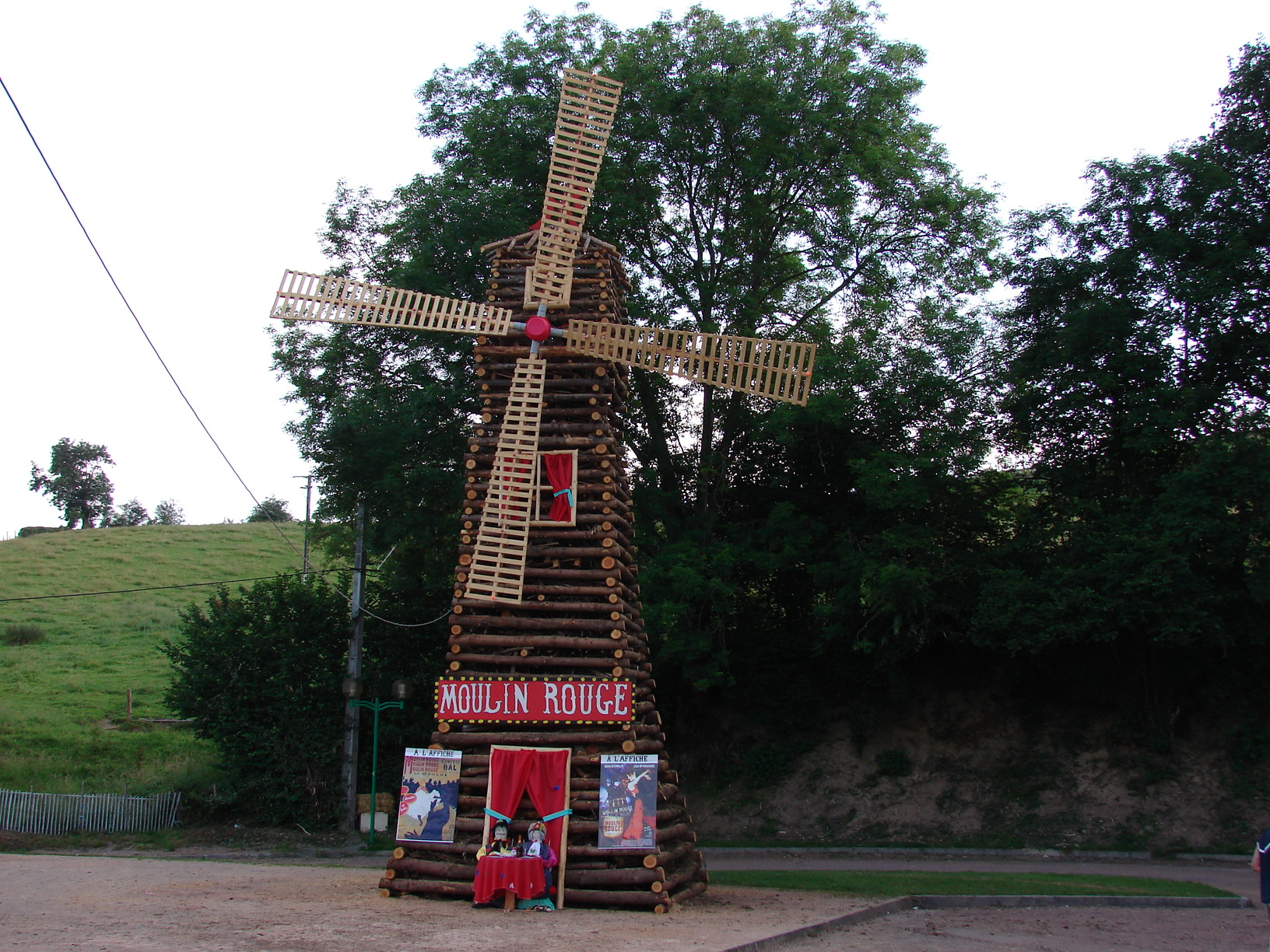
feu 2010
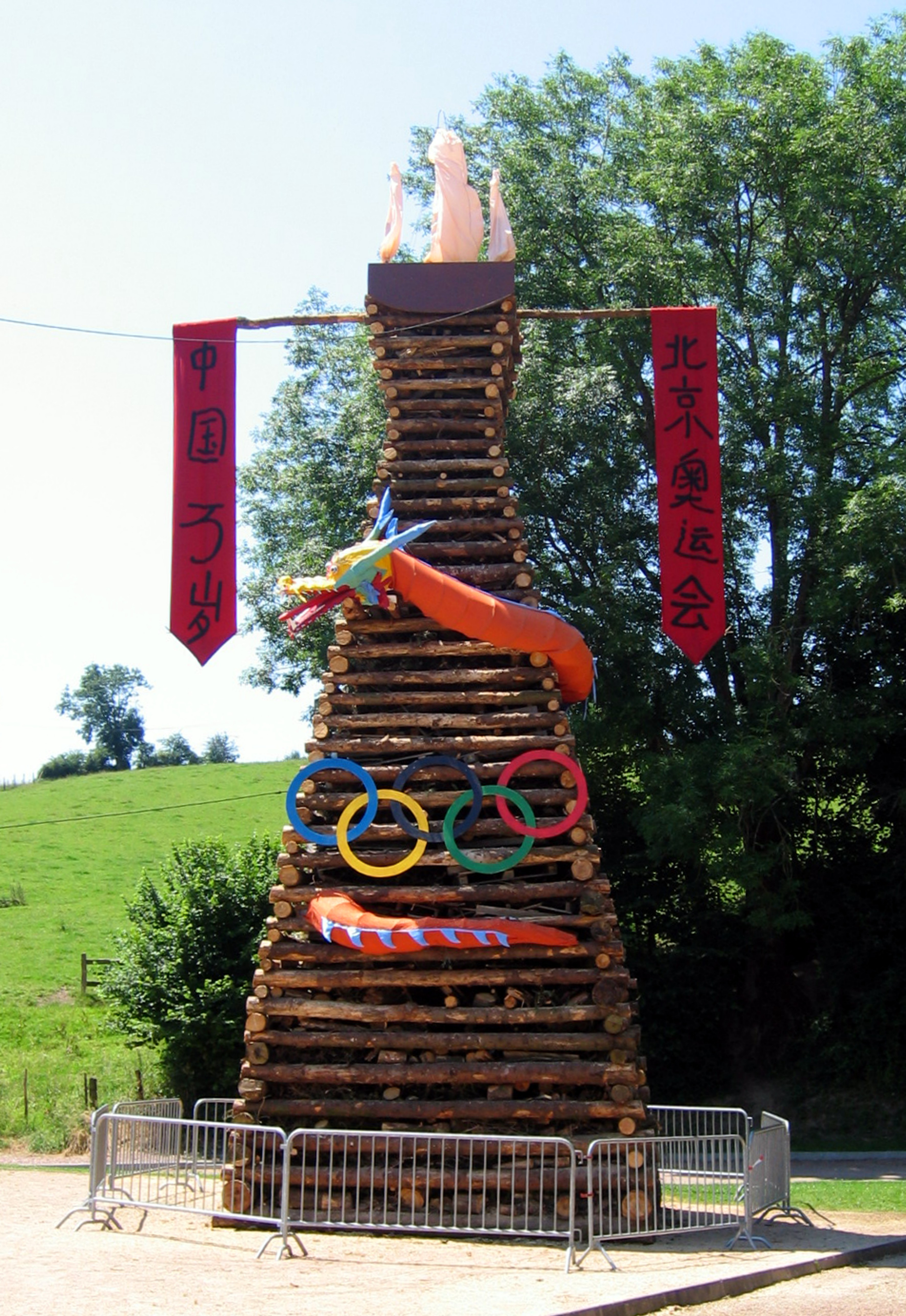
Les feux de la Saint-Jean à la Chapelle-de-Mardore édition 2008.
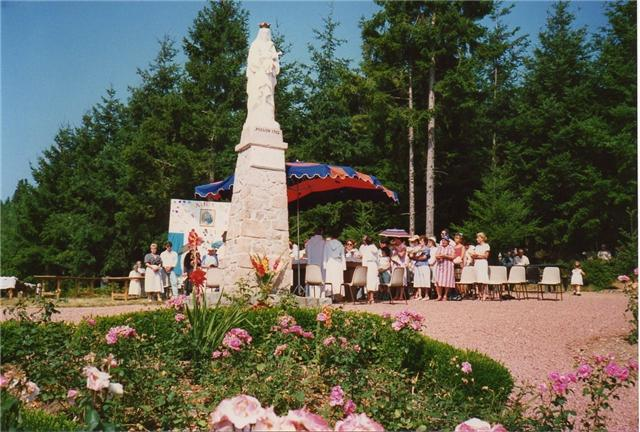
15 août à la Madone des Pins dorés

Février 2024, les arbres du site des Pins dorés ont été abattus.

### Santé
- Hôpitaux proche : Amplepuis / Thizy / Cours-La ville
- Centre urgentiste : Roanne

### Cadre de vie
- cadre calme au milieu du beaujolais vert
- Le village compte pas moins de 16 associations qui vont du comité des fêtes aux différentes classes en passant par le sou des écoles et les artistes en herbe.

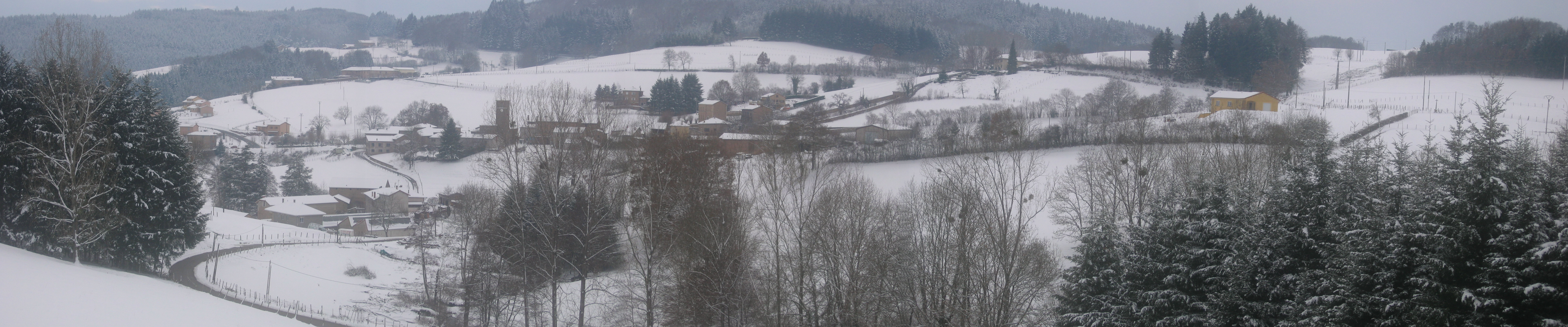
vue d'hiver

## Culture locale et patrimoine

### Sites et monuments

#### Pierre à l'âne

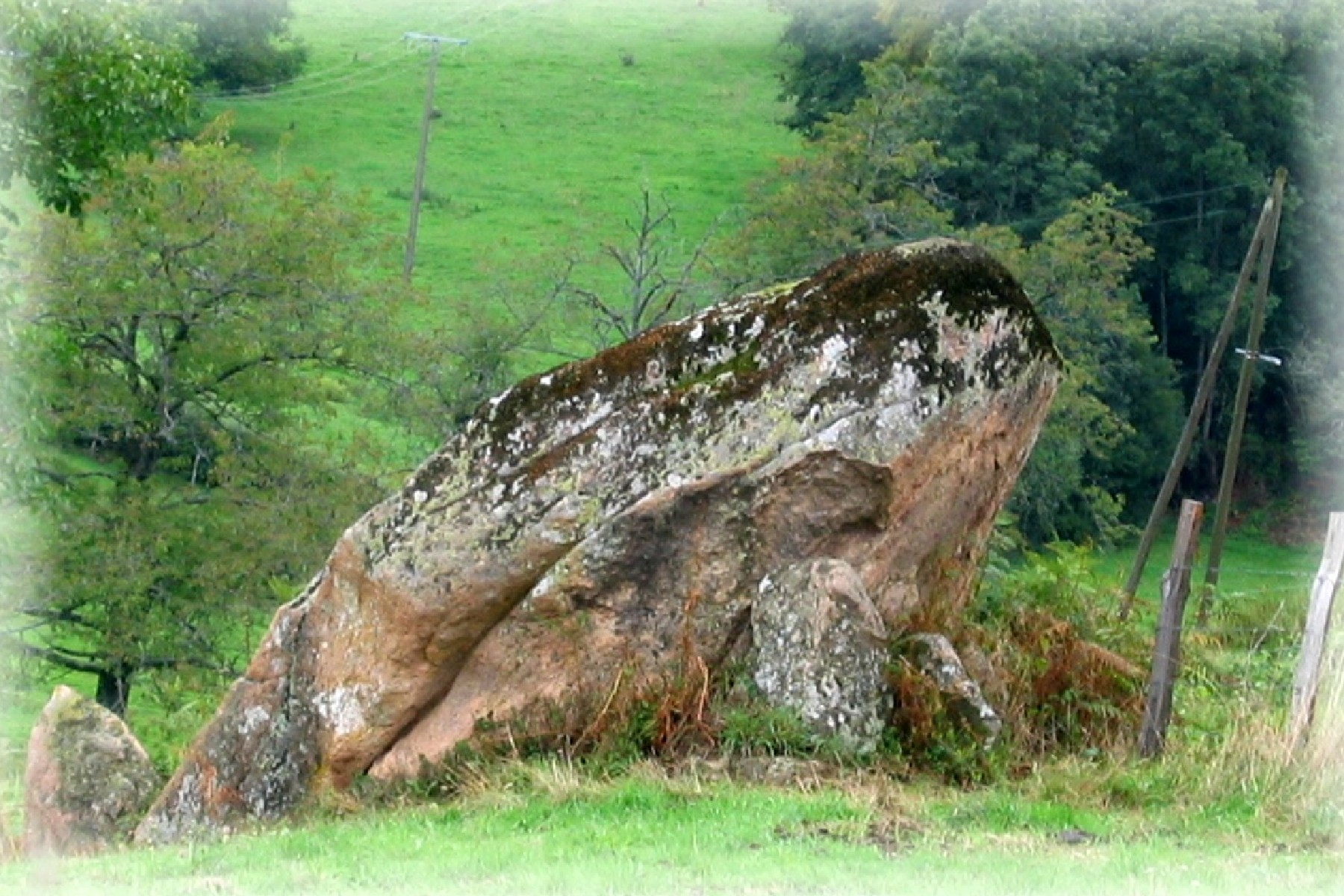
Pierre à l'âne

- Rocher ressemblant à un crapaud prêt à bondir. C'est en fait une borne située à mi-chemin entre Roanne et Villefranche sur l'ancienne voie romaine qui se trouvait là ; un homme d'église y a attaché son âne avant d'admirer le paysage.

#### La roche aux fées

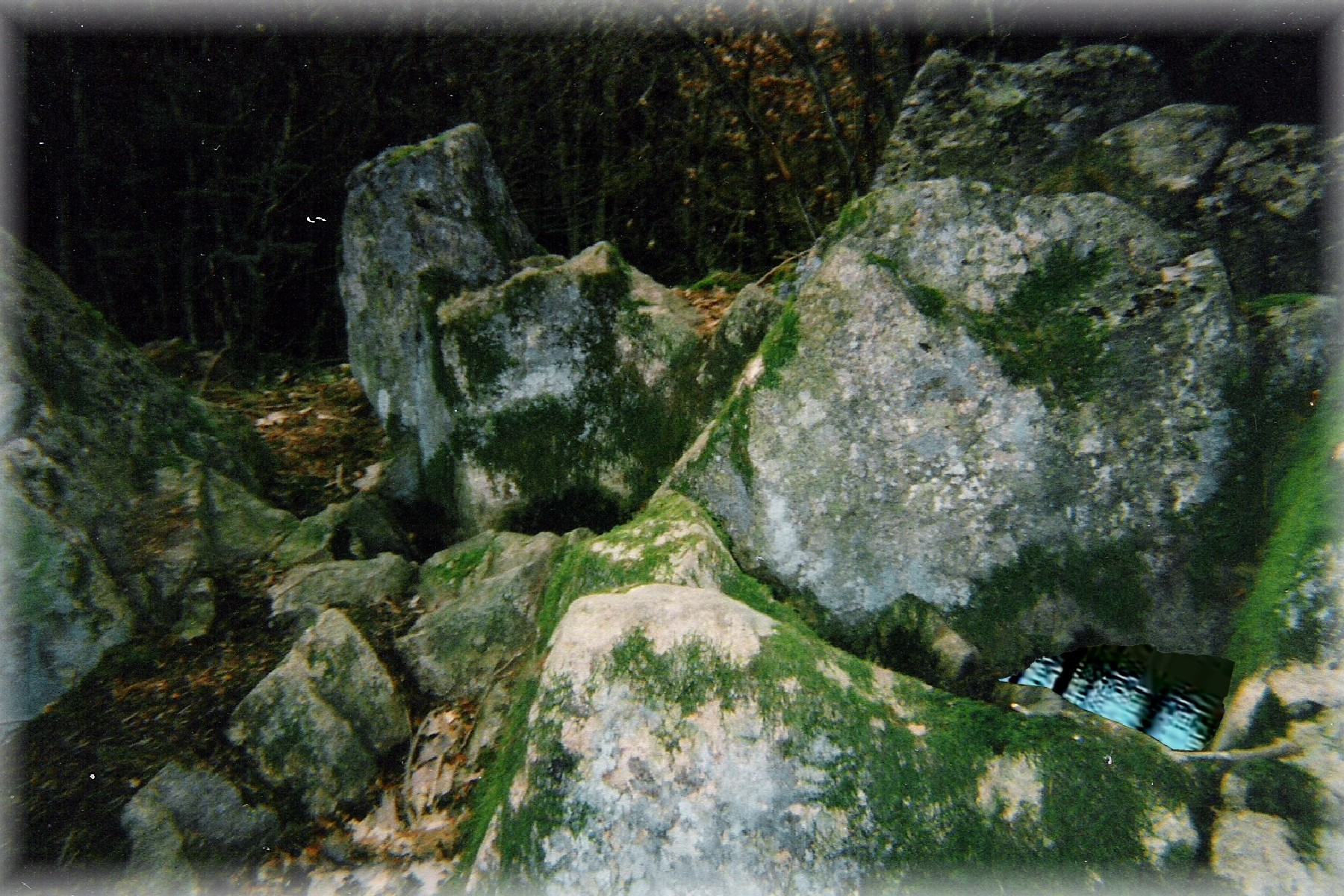
Un mystérieux tas de rochers creusés avec de l'eau stagnante

- Amas de rochers qui conserve de l'eau dans un creux pendant 365 jours. La petite histoire raconte que ce sont les fées en quittant ce lieu qui ont tellement pleuré que les creux se remplirent d'eau et coulent toujours même pendant la canicule et le gel.

#### Notre-Dame des pins dorés

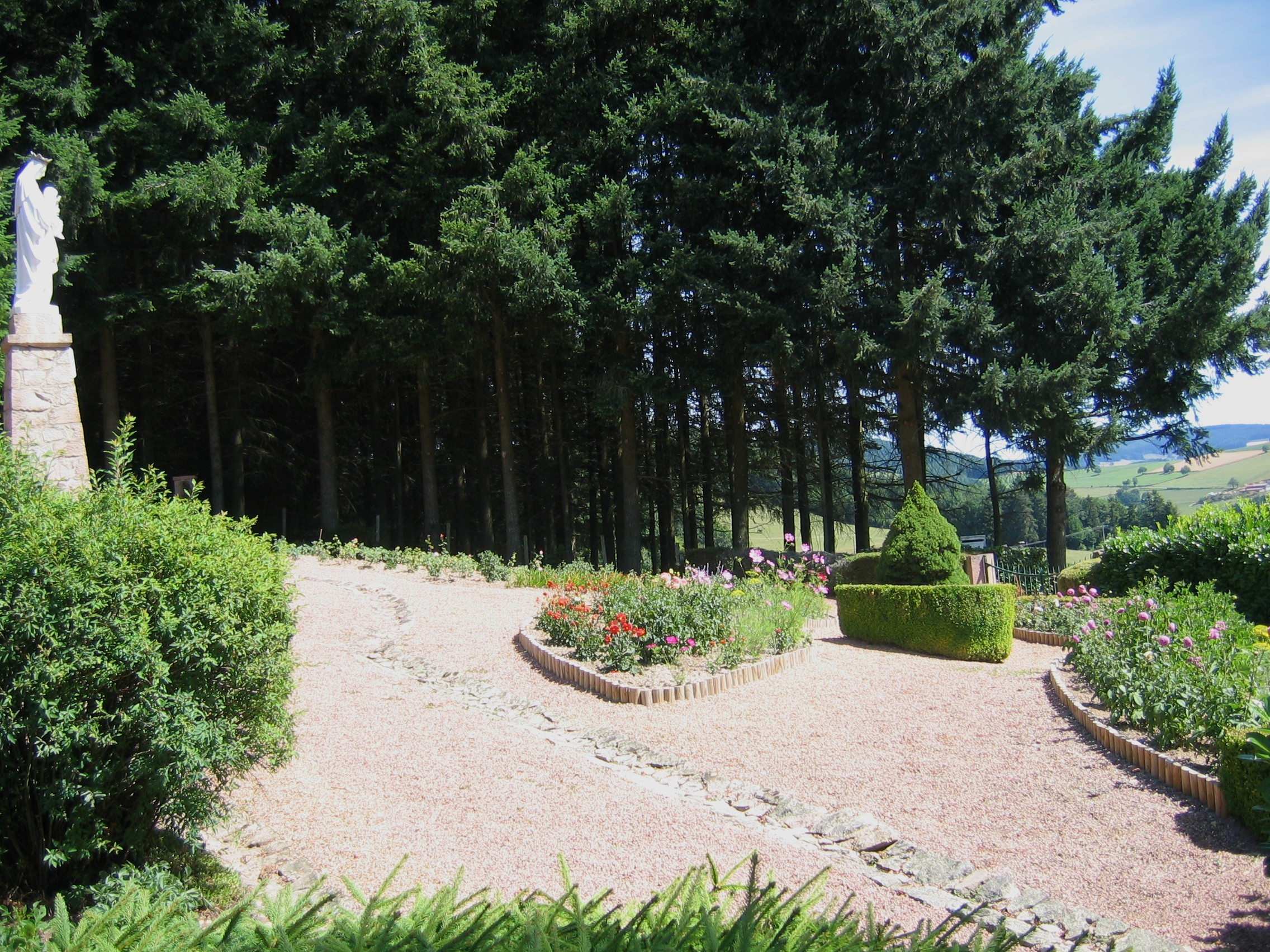
Notre-Dame des pins dorés, avec des massifs style "jardin a la française"

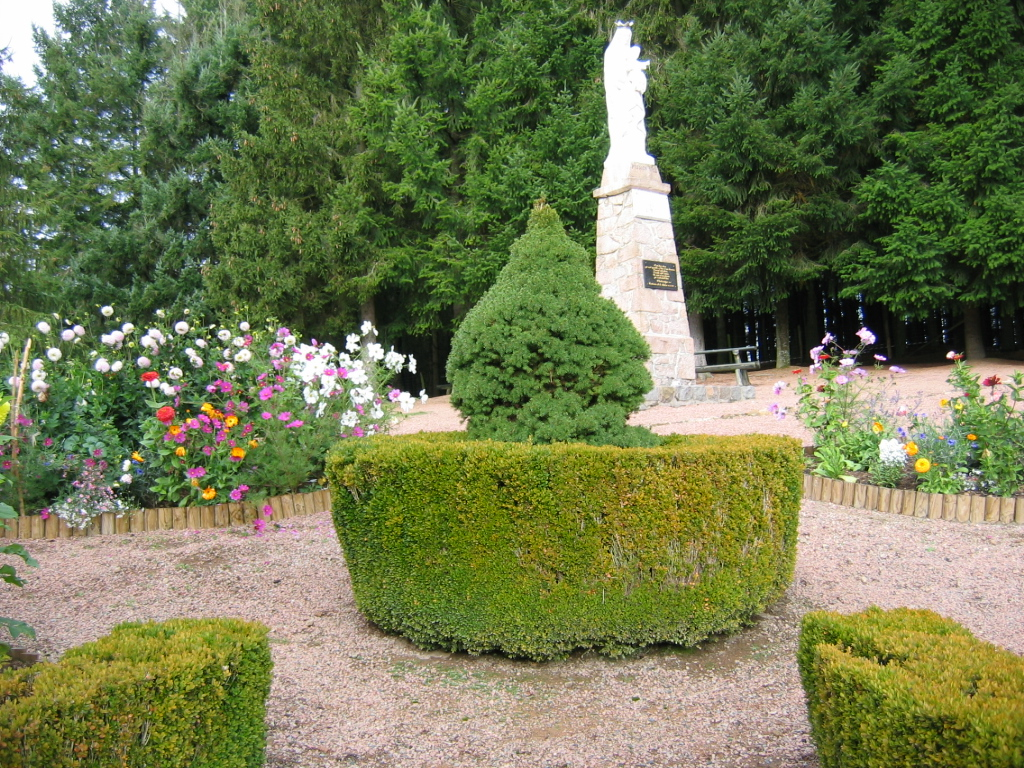
Madone des pins dorés, entourée de sapins

- la Madone : statue de la vierge Marie construite en 1902. Notre-Dame des pins dorés se trouve au centre d'un parc accueillant chaque année, au 15 août, une messe en plein air.

#### L'église
- Construite sur les restes de l'ancienne chapelle datant de 1100 environ, cette église possède deux nefs latérales et des exécrables peintures de chœur, du peintre Maret, datant de 1853 jusqu'à ce qu'elles soient rénovées entre 2006 et 2007.

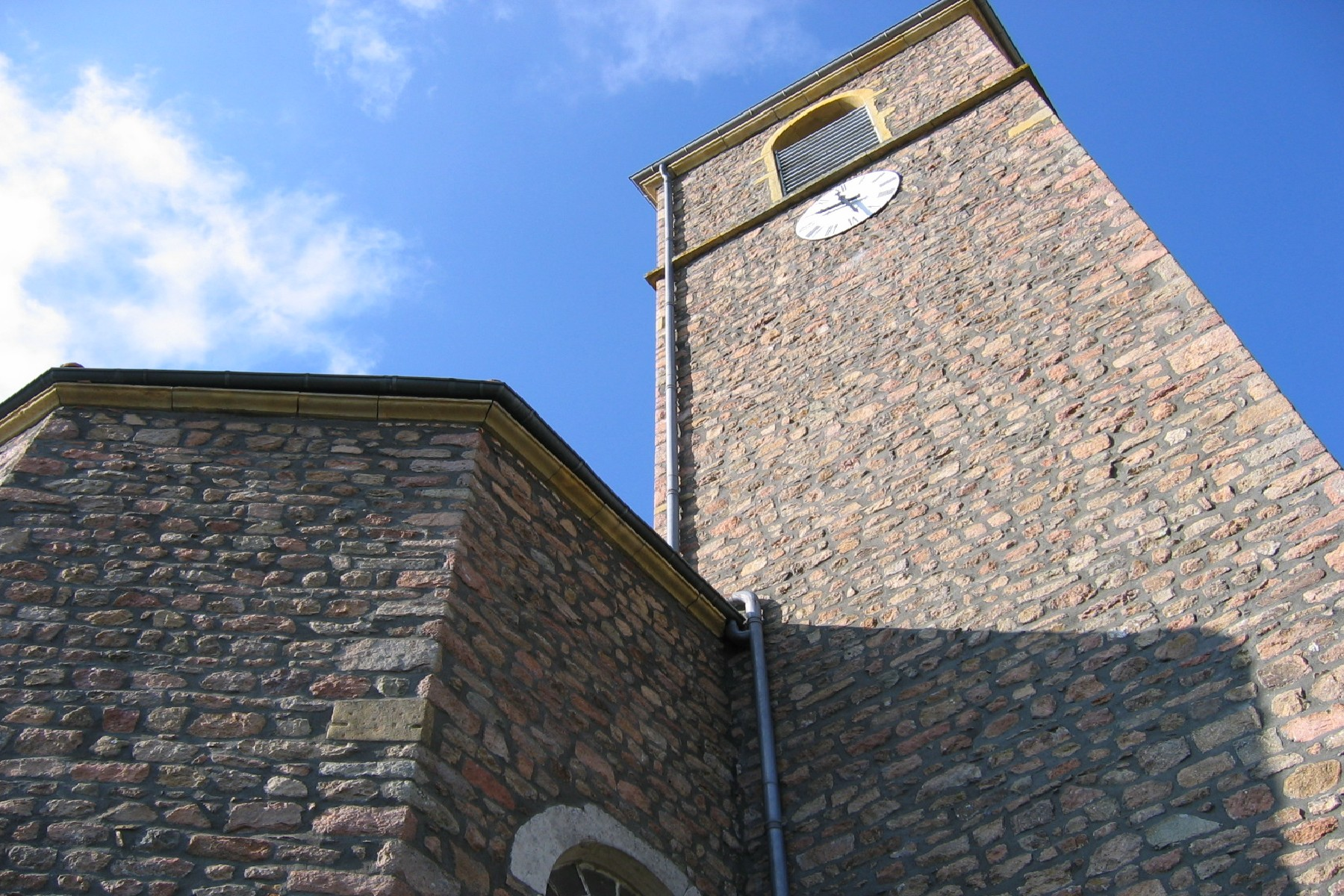
Église bâtie entre 1853 et 1856, et restaurée en 2007
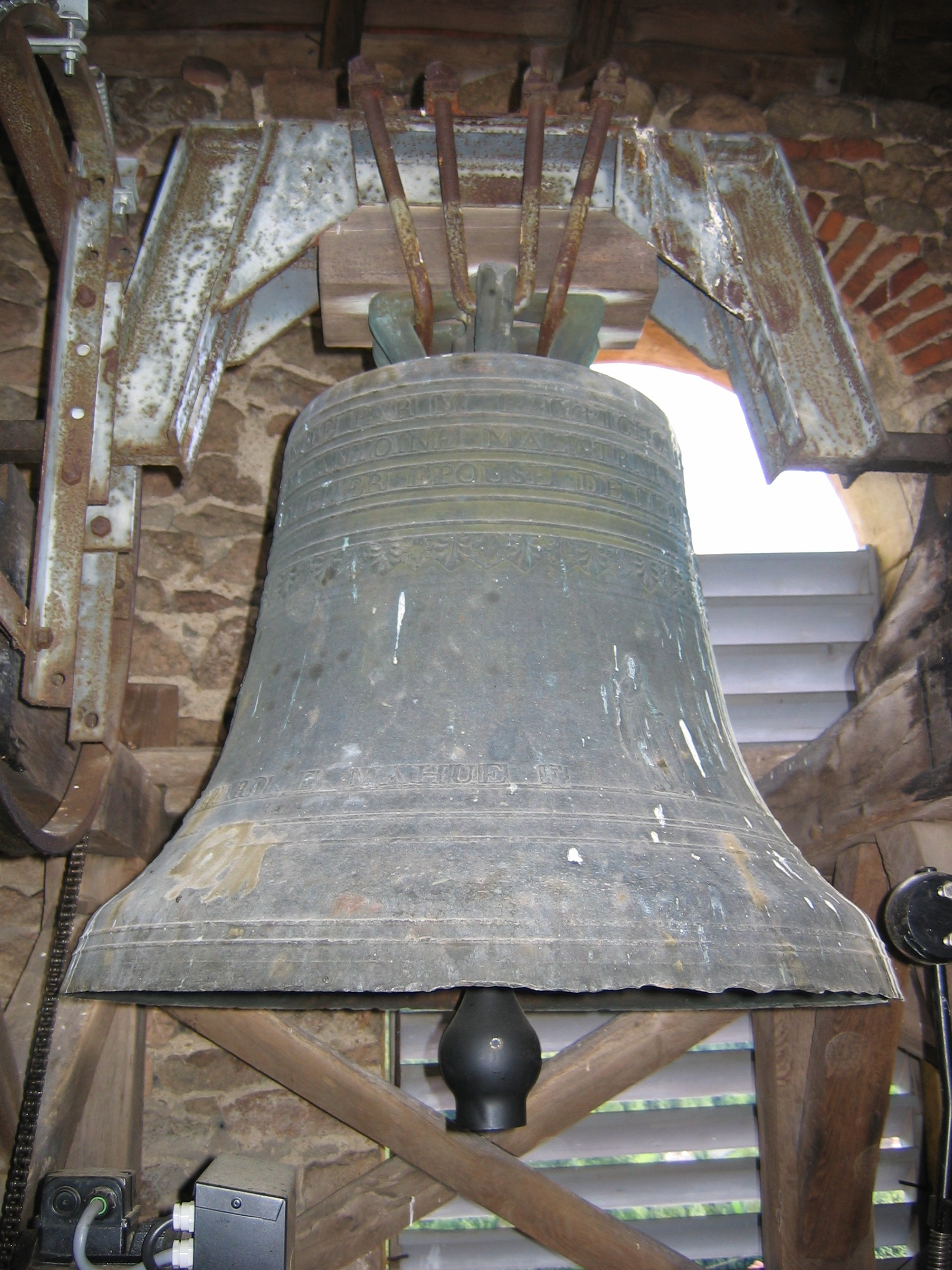
une des cloches de l'église
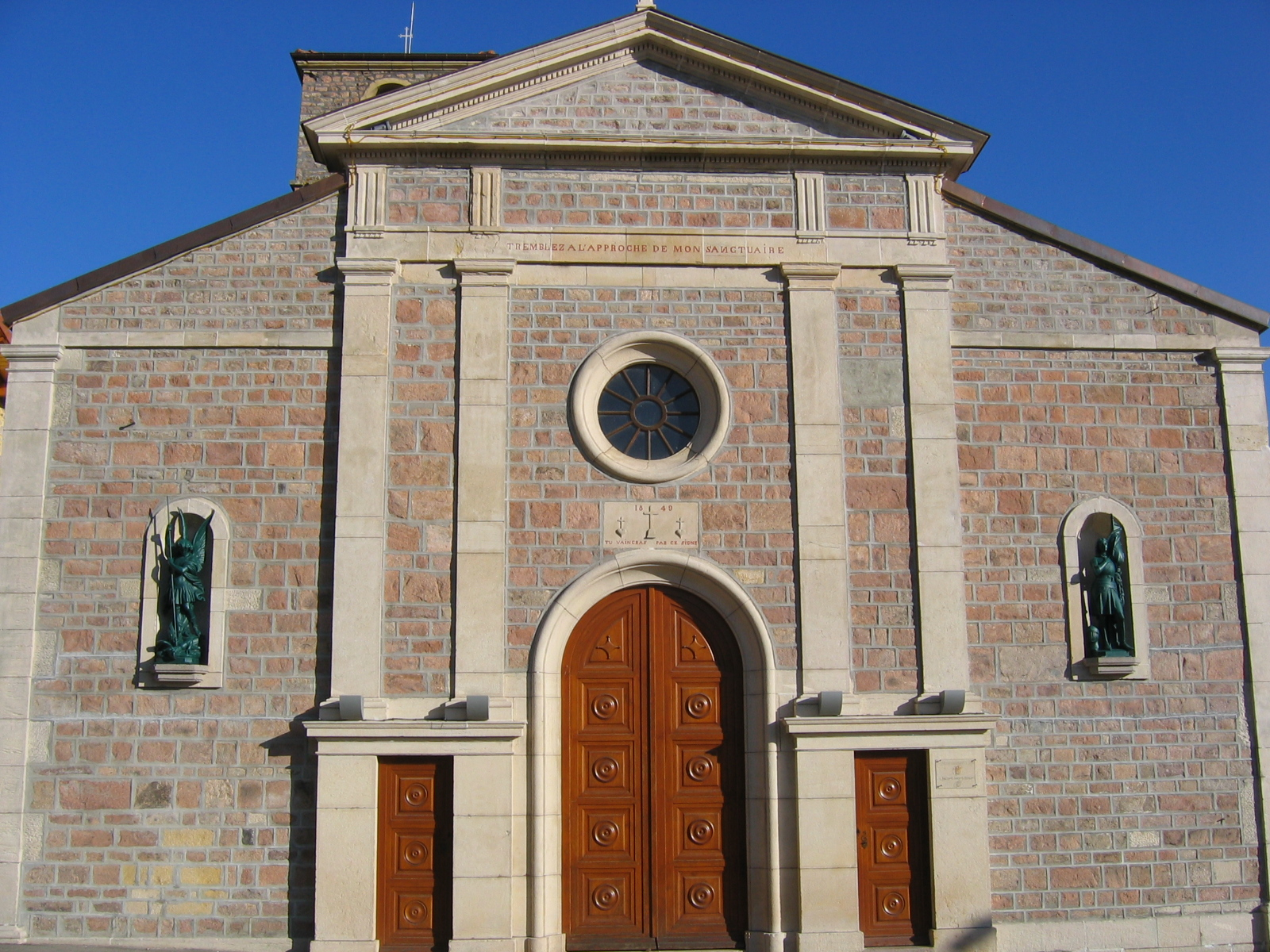
façade de l'église.
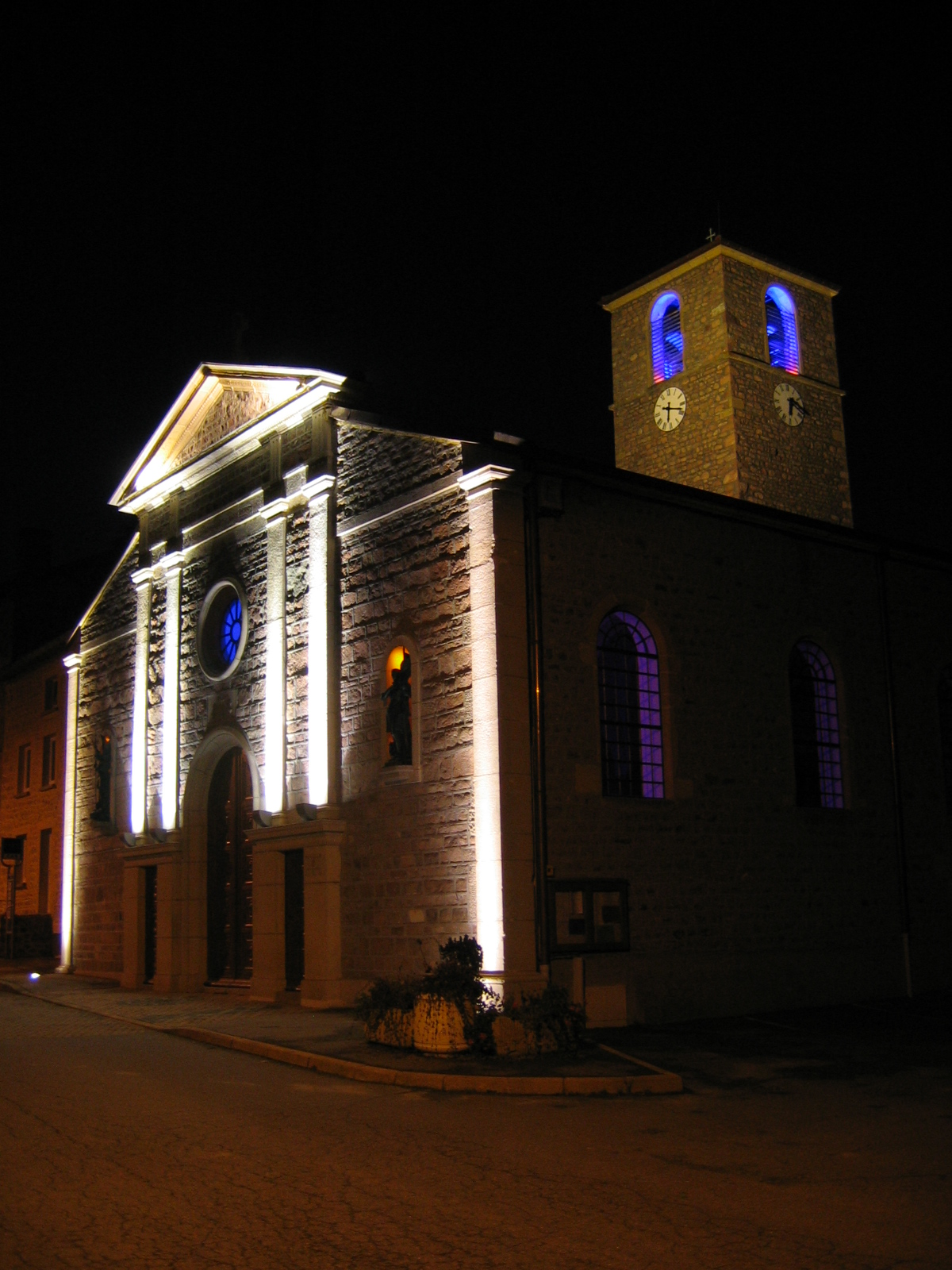
L'église la nuit

## Infrastructures

### Centre de loisirs
- Il fonctionne sous la responsabilité de la mairie, dans le cadre d’un Contrat Petite Enfance signé avec la C.A.F.A.V. Il est ouvert chaque année 3 semaines en juillet, en journées ou demi-journées, pour les enfants âgés de 3 ans inclus à 13 ans révolus sous l’encadrement d’animateurs compétents.

### Salle d'animation
- La salle d'animation rurale a été construite en 1994 sur un site avec city stade et jeux pour enfants. Cette salle de 300 m2 est équipée d'une cuisine fonctionnelle avec l'ensemble de la vaisselle. Nombre maximum de personnes autorisées : 180.

### Bibliothèque
La bibliothèque est ouverte à tous gratuitement et présente un choix vaste et varié.

## Tourisme
- Ce petit village compte un gîte de France.
- Des chemins de randonnées permettent de découvrir les secrets du territoire communal grâce à un GPS associé au projet GPTO de la communauté de communes du pays d'Amplepuis Thizy.

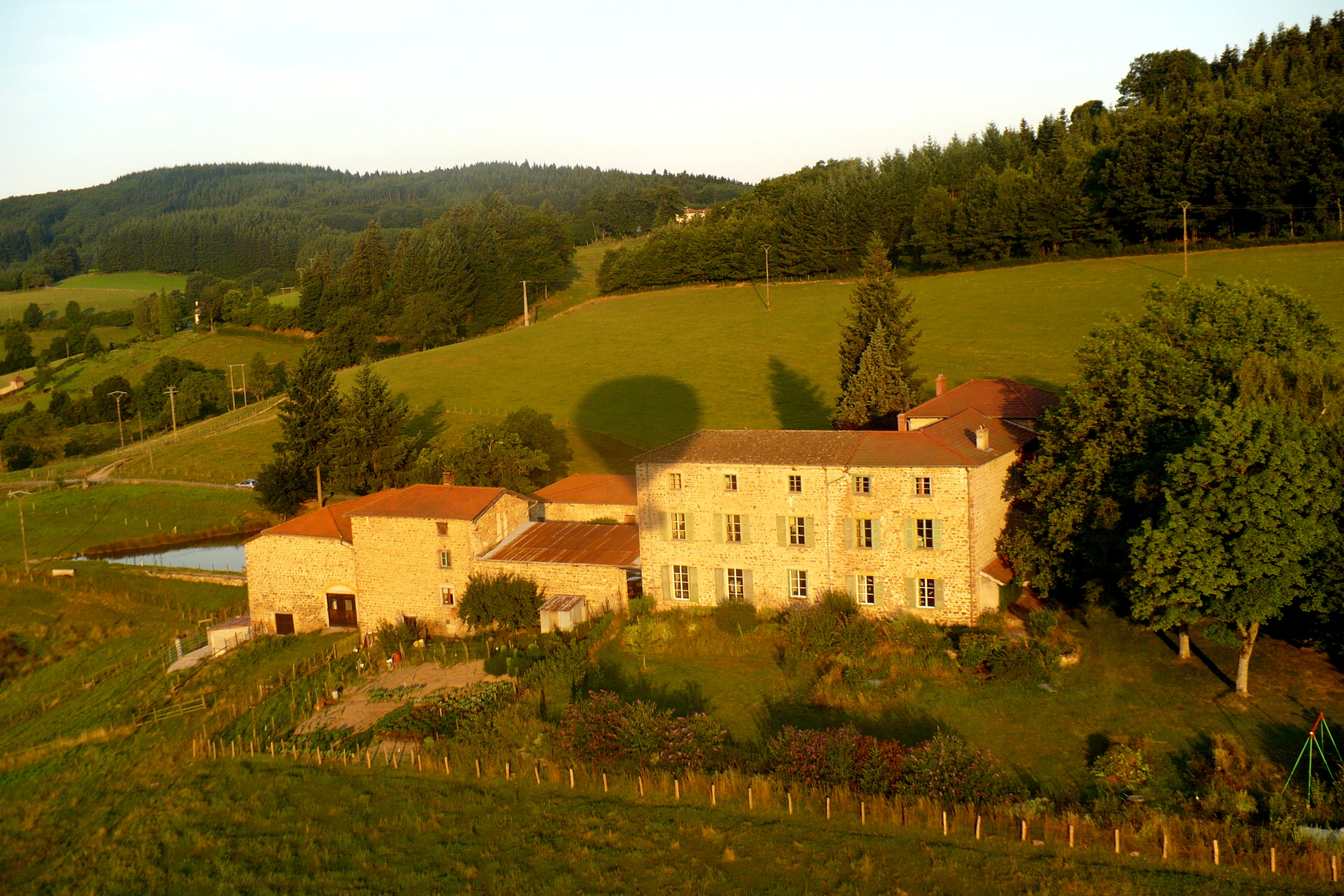
L'ancien château de la chapelle, qui était devenu une colonie de vacances est aujourd'hui une maison privée.
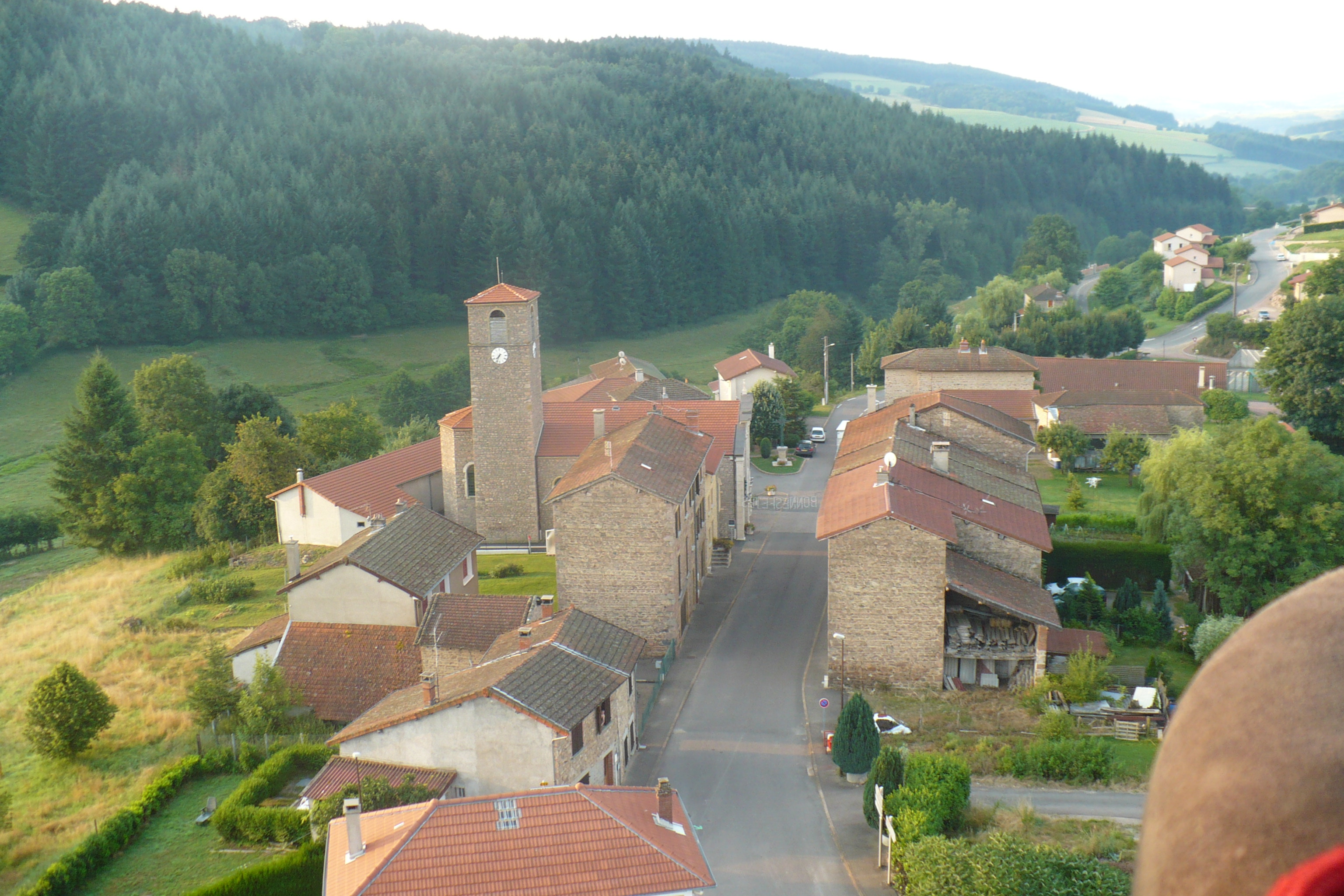
Le bourg du village vu depuis une montgolfière
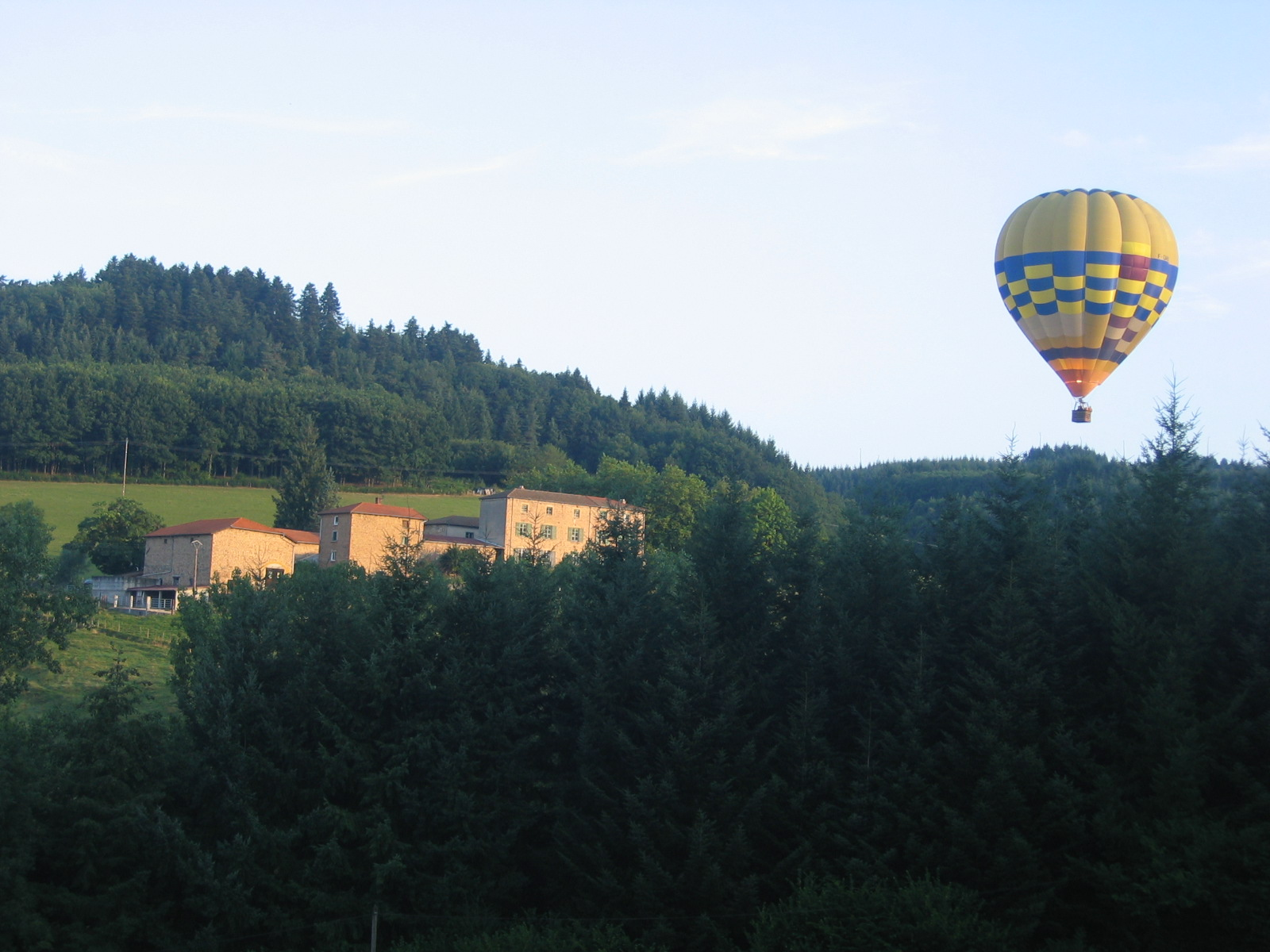
La montgolfière au-dessus de la colonie.
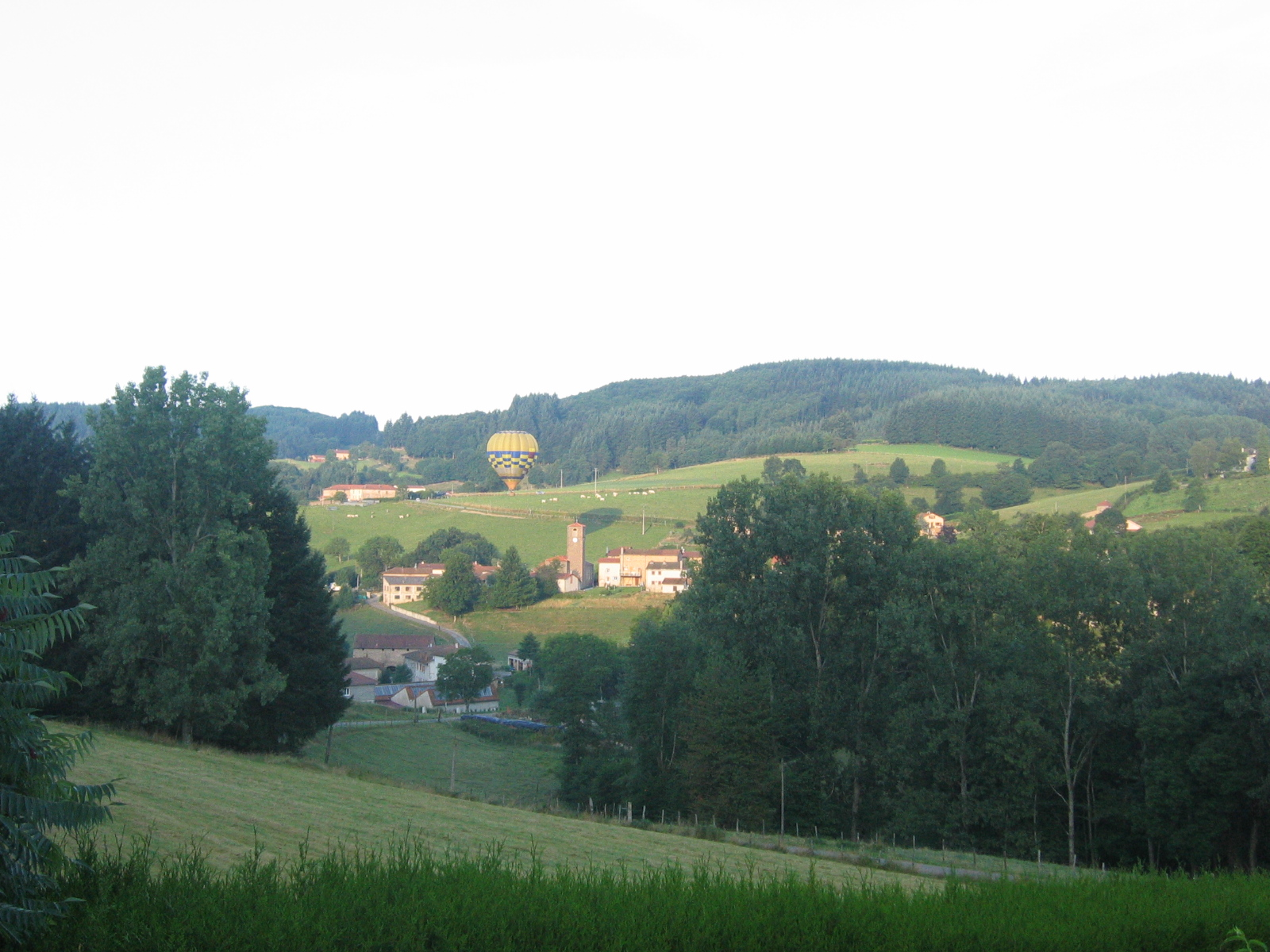
La montgolfière au-dessus du village

## Héraldique
| Blason de La Chapelle-de-Mardore | Blason  | Écartelé d'azur à la chapelle du lieu d'argent, et du premier à trois fasces du second. |
| Blason de La Chapelle-de-Mardore | Détails | L'Église Chapelarde sous différentes vues. - Le clocher est représenté en trait simple, conformément aux règles de l'art héraldique. - blason créé à l'origine par le comité des fêtes du village. Blason historique : la commune a fusionné de nouveau avec Mardore, mais aussi avec Bourg-de-Thizy pour former la commune nouvelle de Thizy-les-Bourgs, le 1er janvier 2013. |

## Personnalités liées à la commune
- Lucien Magnin (La Chapelle-de-Mardore, 1849 - 1903), relieur Lyonnais.